# Мамедов, Намиг Заид оглы
Намиг Заид оглы Мамедов (англ. Namiq Zahid oğlu Məmmədov; род. 23 декабря 1957, Кировабад) — азербайджанский художник. Живёт и работает в Баку, Азербайджан. Заслуженный художник Азербайджана (2018). Лауреат премии «Хумай» (2003).

## Биография
Намиг Заид оглы Мамедов родился в 1957 году в г. Гяндже, Азербайджан.
В 1983 году окончил Азербайджанское государственное художественное училище им. Азимзаде, в 1988 — отделение станковой живописи Литовской государственной академии художеств (Вильнюс).
В 2001—2006 годы и с 2010 — заведующий кафедрой живописи Азербайджанской государственной академии художеств.

## Творчество
Творческую деятельность начал в 1982 году участием на выставке «Неделя творчества молодёжи» двумя работами: «Наш сад» и «Гимнастка». С 1997 года член союза художников Азербайджана.
Произведения находятся в государственных и частных собраниях — в Музее современного искусства (Баку), в Музее искусств имени Р. Мустафаева (Баку), Галерее Тюрксоя (Анкара), Центре исламской культуры (Москва), в Норвегии, Дании, США, Италии, Турции, Германии, Великобритании и др.

## Основные выставки и проекты
Участвует в региональных и международных выставках:
- 1990, 1991 — выставки азербайджанских художников, посвящённой «Трагедии 20 января» (работы «Танец войны», «Беженцы» и другие)
- 1993 — выставка группы «7-й этаж» (государственная галерея им. С.Бахлулзаде, Баку)
- 1997—2001 — международные симпозиумы (Шеки)
- 2001 — симпозиум настенной живописи «Баку-Тбилиси-Джейхан»
- 2004 — выставка азербайджанских художников (Сенат Франции, Париж)
- 2004 — бьеннале Art Caucasus EXPO (Тбилиси)
- 2005, 2006, 2007 — выставки азербайджанских художников (Центральный дом художников, Москва)
- 2008 — симпозиум «Тюрксой» (Турция)
- 2010 — выставка группы «7-й этаж» (Музейный центр, Баку)

персональные выставки
- 1996 — в Бакинском центре искусств
- 1997, 2004 — в Осло (Норвегия)
- 2000 — в галерее им. В.Самедовой (Союз художников Азербайджана)
- 2003 — «Албанская оратория» (художественный салон Союза художников Азербайджана, Баку)
- 2007, 2010 — в Копенгагене (Дания)
- 2008 — в центре современного искусства (Баку)
- 2017 — «Формула счастья» (Музей современного искусства, Баку)[1]

Творчеству художника были посвящены телевернисажи (1997, 2002, 2003), снятые азербайджанским государственным телевидением, а также телепередачи (1998, 2004, 2006, 2008 годы).

## Награды
- Премия «Humay» (2003)
- Заслуженный художник Азербайджанской Республики (27 мая 2018)[2]